# Dryops arizonensis
Dryops arizonensis är en skalbaggsart som först beskrevs av Schaeffer 1905.  Dryops arizonensis ingår i släktet Dryops och familjen öronbaggar. Inga underarter finns listade i Catalogue of Life.